# Bellamya costulata
Bellamya costulata је пуж из реда Architaenioglossa.

## Угроженост
Ова врста је на нижем степену опасности од изумирања, и сматра се скоро угроженим таксоном.

## Распрострањење
Ареал врсте је ограничен на мањи број држава. 
Присутна је у следећим државама: Кенија, Танзанија и Уганда, али само у језеру Викторија.

## Станиште
Станишта врсте су језера и језерски екосистеми и слатководна подручја.